# Jean-Paul Gavard-Perret
 (août 2024).
Si vous disposez d'ouvrages ou d'articles de référence ou si vous connaissez des sites web de qualité traitant du thème abordé ici, merci de compléter l'article en donnant les références utiles à sa vérifiabilité et en les liant à la section « Notes et références ».
Jean-Paul Gavard-Perret, né en 1947 à Chambéry, est un poète, critique littéraire, critique d'art contemporain, et maître de conférences en communication à l'Université de Savoie.

## Biographie
Docteur en littérature, J.P. Gavard-Perret enseigne la communication à l’Université de Savoie à Chambéry. Il est membre du Centre de Recherche Imaginaire et Création. Il est spécialiste de l’Image au XXe siècle et de l’œuvre de Samuel Beckett. Il collabore à de nombreuses revues dont Passage d’encres, Les Temps Modernes, Esprit, Verso Art et Lettres, Champs visuals et Communication et Langage. Il a publié une quinzaine de livres, de textes brefs ou d’essais.

## Style d'écriture
Le critique littéraire roumain Valentin Lupea, dans son ouvrage Le labyrinthe des révérences, affirme :
« L’écriture de Jean-Paul Gavard-Perret est carrément percutante, visant souvent l’absurdité d’une réalité dérangeante piégée dans le labyrinthe de traumatismes hallucinatoires.
Son style est un croisement entre le lyrisme et la prose, ou plutôt entre la prose lyrique et la lyrique prosaïque, une sorte de prose poétique aussi incolore qu’excentrique, visant l’inconnaissable et l’appel à l’imagination. […] De cette manière, l’auteur ne rend compte à personne, pas même à lui, de ce qu’il dit et fait. Les phrases sont courtes (souvent d’un seul mot) délibérément vides de tout remplissage stylistique, avec l’intention de susciter le chaos et de créer un monde fantasmatique. Ses réflexions sont si profondes qu’elles semblent superficielles. Les idées énoncées mais inachevées sont prolongées de toute urgence en métaphores bouleversantes. »
(Traduction du paragraphe : Amalia Achard)
Jean-Paul Gavard-Perret précise :
« Écrire tient autant d’un exercice d’imbécilité que la recherche d’un impossible avec tout ce que cela esquisse : l’adresse égarée – l’envoi, dans l’acception médiévale du terme. Et puis tout compte fait c’est reposant – pour s’esquiver de la vie avec des bouffonneries en tentant de trouver l’équilibre entre la nécessité du secret et l’impératif de « parler ».  Se développe un montré/caché. Le biographique y capote au profit de l’imaginaire. Le tout en tâtonnant : l’écriture avance en bafouilles graves mais burlesques. Si on savait d’avance ce que l’on va écrire, ce ne serait plus la peine de s’y lancer. »

## Publications

### Fictions et textes brefs
- Toile Peinte, Argo, Lausanne, 1976, (Sous le pseudonyme d'Annie Renaud).
- Dans ses gestes, l'Attente, L'Incertain, Paris, 1991.
- La Partition, Garenne, Lyon, 1991.
- La Répétition, La Demeure, Courtaud, La Souterraine, 1992.
- Ici en l'obscur, Ecbolade, Nœux, 1993.
- Comme un voyage, Édition Philippe Morice, 1° édition 1993, 2e édition revue, 1994.
- Le jour où j'ai tué Papa, Exquis-Cadavres, Virgin-Calman-Lévy. Paris, 1995.
- L'Œil du Cyclope, en collaboration avec le graveur Marc Pessin, La Main Courante, La Souterraine, 1995.
- Le jardin des délices, Le flâneur des deux rives, Juvinas, 1996.
- Art, Légende, Réalité, Barré-Dayez, Paris, 1996.
- Douce, techniquement. en collaboration avec le peintre Marcel Warmenhoven, Ecbolade, Nœux, 1996.
- Le froid, Éditions La Dérive, Verviers, 1996.
- Nécessaire sacrifice aux étoiles, Éditions le Givre de l'Éclair, Troyes, 1998.
- Généalogie vénitienne, Rafael de Surtis, Chèvres, 1998.
- L'Araignée de feu, Éditions du Non Verbal, Bordeaux, 1998.
- Drawing by embers, La Main Courante, La Souterraine, 1998.
- Trois faces du nom, L'Harmattan, Paris, 1999.
- Venise, Éditions de L’Heure, Pry, Belgique, 1999.
- Le cycle des vanités, Éditions Pierron, Sarreguemines, 1999.
- Passager de sa pluie, Éditions de l’Heure, Pry-lez-Walcourt (Belgique), 2000.
- Demain, hier, Éditions on @ faim, Saint Étienne de Rouvray, 2001.
- Cielle, Éditions Clapas, Aguessac, 2001.
- La maison de l’être, Éditions Clapas, Aguessac, 2001.
- Soul-Eyes, Éditions à Demeure, Vals, 2001.
- La descente ; absence et crue, Éditions à Demeure, Vals, 2001.
- Une manière noire - fragments sur Jeanne, in «Cuisine et cuisines», Éditions La Dérive, Verviers, 2001. Premier Prix Georges Simenon 2001
- K, Véronique Van Mol éditeur; Orgeo (Belgique), 2001.
- Soir (de Paris), Atelier-Éditions Vincent Rougier, Port de Couze, 2002
- Chants de déclin et de l’abandon, Éditions Pierron, Sarreguemines, 2003.
- Neige suivi de l’immobile, coll. Ficelle, Atelier Vicent Rougier, Port de Couze Lalinde, 2005.
- L'image est une chienne, l'Ane qui Butine, Belgique, 2005.
- Fil rouge, éditions Regard; Petite revue d’Art, Le Grand Abergement, 2005.
- Porc épique, éditions du Petit Véhicule, Nantes, 2006.
- A perte de vue : Manhattan Transfert, coll. Pamphlet, Éditions L'Âne qui butine, Mouscron (Belgique), 2007.
- Mon ex a épousé un Schtroumpf (sous pseudonyme de Garr Gammel), Éditions Chloé des Lys, Barry (Belgique) 2008.
- E muet, éditions du Trident Neuf, photographie de Marie Bauthias, Toulouse, 2008
- La jeune femme qui descend l'escalier, Éditions du Cygne, Paris, 2008.
- La mariée était en rouge, Éditions du Cygne, Paris, 2008.
- L'appel de la forêt, avec des peintures de Jacques Barry, Éditions Jean Villevieille, Saint Étienne, 2010.
- Je veux, La dictée-poésie sans faute, 60e "ficelle", Atelier d'art Vicent Rougier, janvier 2011.
- Dissemblance et figuration, avec une intervention plastique de Mariette, Éditions Le verbe et l'empreinte, Saint Laurent du Pont, 2011.
- Portraits Singuliers avec et pour les peintures de Claudine Loquen, Éditions Lelivredart, Paris 2011.
- Cyclope, Éditions de L'Atlantique, Saintes, 2011.
- Eugène Leroy ou les apparitions, Almagra Éditions, Nantes, 2011.
- Labyrinthes, éditions Marie Delarbre, Grignan, juillet 2012.
- 25 courts textes dans le recueil de photographie de Nath-Sakura Fatales, Éditions Victoria  (ISBN 978-2-9542917-0-3)
- Autres recueils de textes brefs : 
  - Another – Hormoz photographies, Corridor Elephant Editions, Paris, 2016.
  - "Le Faubourg" avec encres de Danielle Berthet, Voix Editions, Richard Meier, 2019.
  - Fluidification des éc(r)oulements, Editions Furtives, Besançon, 2019.
  - Fornikatord, Editions Furtives, Besançon, 2019.
  - La lettre d'amour qui ne s'écrit pas, Editions Furtives, Besançon, 2019.
  - Le bal des mots dits, Editions Furtives, Besançon, 2019.
  - Le boxon de X, Z4 Editions, 2019.
  - Univercités, Editions Jacques Flament,  2020.
  - Patience dans la boîte noire - Jean- François Dalle-Rive, avec M-P Deloche, Folazil, Grenoble, 2020.
  - Joguet, Joguette, Z4 Editions, 2020.
  - Phare d'eau, éditions Constellations, octobre 2022
  - Toussa pour ça & Firmaman, éditions Constellations, décembre 2022
  - Pro Loques, éditions Constellations, février 2023
  - Région humaine suivi de Zébulon Comète et sa maîtresse, éditions Constellations, mai 2023

### Poésie
- Corps de Pierre, Le Pont de l'Épée, Paris, 1976.
- Elle, Écrite, Hautécriture, Nouaillé, 1990.
- La main le Désert, Vague Verte., Wagnarue, 1991.
- Le délit d'Absolu, L'Arbre à Paroles, Amay-Bruxelles, 1991.
- L'effacement, L'Arbre à Paroles, Amay-Bruxelles, 1992.
- Suite intempestive, en collaboration avec René Quinon, Le Flâneur des deux rives, 1996.
- Ibériques, Interéditions, Paris, 1996. (Grand Prix de poésie du Val de Seine).
- Avalée, Avalanche, Le Chant de l'Aleph, Paris, 1997.
- Fermeture en fondu sur la lumière du soir, "Conduite forcée", (Éditions à tirage limité, Eric Coisel Éditeur, Paris, 1998.
- Arachnéenne, Éditions de L'Agly, Saint Paul de Fenouillet, 1998.
- Pêcheur d'Islande, (Grand Prix de poésie de la Ville de Dunkerque)
- Verbes suivi de Anglaises, Éditions Clapas, Aguessac, 1998.
- Bonjour Monsieur le Facteur, sur des collages de Éric Coisel; Éric Coisel Éditeur, Paris, 1999.
- Visages, en collaboration avec la plasticienne Charlette Morel-Sauphar, Éditions Passage d’Encres, Romainville, 1999.
- Noire sœur, écrit et illustré en hommage à S. Beckett, Vincent Courtois éd., 1999.
- Clé de l’abyme, Le scarabée d’or, en collaboration avec le plasticienne Charlette Morel-Sauphar, Passage d’encres, Romainville, 2000
- Incisions de lumière, en collaboration avec la plasticienne Charlette Morel-Sauphar, Passage d’encres, Romainville, 2000.
- Primitives du futur, Éditions de La Porte, Laon, 2000.
- Final Cut & Survivance, en collaboration avec la plasticienne Ch. Morel-Sauphar, Gech Mosa éditions d’art, Mâcon, 2001.
- L’Injonction, en collaboration avec Annie Frédéric, coll. Tête-à-tête, Éditions Alain Benoît, Rocheford du Gard, 2001.
- Les carrés de Charlette, coll. Encres Blanches, Éditions Encres Vives, Colomiers, 2001.
- Rouge Sang, Charlette Morel-Sauphar ed., Bussières-Macon, 2002.
- Dons de Mélancolie – A l’épreuve du temps, avec des photographies de Georgette Glodek, Éditions Dumerchez, Creil, 2003.
- Déchirures, avec des peintures de Bernard Quesniaux, Éric Coisel éditeur, coll. “ Mémoires ”, Paris, 2004.
- Ethernitée, avec des dessins de Mylène Besson, coll. “à la Main”, édition l’Attentive, Paris, 2004.
- Araba, Éditions du Contentieux, Toulouse, 2004.
- Donner ainsi l’espace, Éditions La Sétérée, Crest, 2005.
- Les blés d’or, Aquarelles de Nicole Pessin, coll. Le fil à retordre, Atelier Marc Pessin, Saint Laurent du Pont, 2006.
- Voyages immobiles, avec des peintures de Chantal Brischoff et des photographies de René Auger, RC Création, Thorissey.
- Les paroles de neige, Aquarelles de Nicole Pessin, coll. Le fil à retordre, Atelier Marc Pessin, Saint Laurent du Pont, 2007.
- Gisante, Eden et après, avec des illustrations de Mylène Besson, Éditions Chloé des Lys, Barry (Belgique), 2007
- Le voyage, avec une intervention originale de Alain Quercia, Jean Pierre Huguet Éditeur, Saint Julien Molin Molette, 2007.
- Vertical Duo, avec Marie Bauthias, Éditions du Trident Neuf, Toulouse, 2008.
- Sillage de Lumière, avec des dessins de Nicole Pessin, Le Fil à retordre, Saint Laurent du Pont, 2009.
- Faire parler le jour, avec des dessins de Nicole Pessin, Le Fil à retordre, Saint Laurent du Pont, 2009.
- Odyssée, Raymond Chabert entrée en matière, avec des peintures de Raymond Chabert, photographies de René Auger, RC Création, Thorissey, 2009.
- Stations christiques, avec des encres de Nicole Pessin, Le Fil à retordre, Saint Laurent du Pont, 2009.
- & - livret 19, avec les photos d'EOle, EOle éditions, La Batie Montgascon, 2009.
- Miss Fitts et autres Histoires Ceintes, avec des dessins de Jean-Marc Scanreigh, Éditions Atelier Vincent Rougier, Soligny la Trappe, 2010.
- L'alphabet des primitifs du retour, avec des aquarelles de Nicole Pessin, Le Fil à retordre, Saint Laurent du Pont, 2010.
- Les boîtes à A, coll Matchboox, Éditions Voix, Elne, 2010.
- Le Dictionnaire des Âmes, avec des aquarelles de Nicole Pessin, Le Fil à retordre, Saint Laurent du Pont, 2010.
- Musikâa, éditions Marie Delarbre, Malissard, 2010.
- Les enfants de la mer, avec des Aquarelles de Nicole Pessin, Le Fil à retordre, Saint Laurent du Pont, 2011.
- Noël en alphabet, avec des Aquarelles de Nicole Pessin, Le Fil à retordre, Saint Laurent du Pont, 2012.
- Les Seins d’Abeille , Editions Jean-Pierre Huguet, St Julien Molin Molette, 2014.
- "Autre huche" Coll. Apostille Danielle Berthet, Aix Les Bains 2016
- "Chéri( e)s ou le sexe se met en dernier", coll. Apostilles, Danielle Berthet, Aix Les Bains, 2017.
- Chambéry en alphabet dessins de Nicole Pessin, Edition Varia Poetica, Saint Laurent duPont,2017
- "Clavecin des brumes" avec des peintures originales de Andelu, Editions du Geste, 2016.
- Tu me vois - Sylvie Aflalo-Haberberg", Paris, Sylvie Aflalo-Haberberg, 2019.
- "Cui cuit" Coll. Apostilles Danielle Berthet, Aix Les Bains, 2018
- "Lionne va", avec encres Danielle Berthet Le Livre Pauvre, Daniel Leuwers, 2019.
- "Anna-Base", Editions Furtives, Besançon, 2019.
- "Pâle haie des spores", coll. Apostilles, Danielle Berthet, Aix Les Bains, 2019.
- "Le retour sans l'aller", Editions Furtives, Besançon, 2019.
- "La maison de ma mère" livre d'artiste dessins Danielle BERTHET, 2022
- "LICHENS sur la neige" livre d'artiste encres et gravures Danielle Berthet, 2022

### Essais et Catalogues
- La Pop-music, Édition Bibliothèque de Travail, Paris.1978.
- Jean-Luc Favre ( Reymond) : la scène primitive et l'obstination compulsive, S.G.E. Genève. 1995.
- Jean Jacques Rousseau et retour - Catalogue du sculpteur Marcel Warmenhoven, Den Haag, 1996.
- 91 apparitions de Marie-Madeleine, (sur les Photographies de Véronique Sablery), Centre d'Art Contemporain, Hôtel Saint-Simon, Angoulême, 1996.
- Burroughs, le fil(s) perdu, de l'autobiographie à la scriptographie, Éditions Derrière la salle de bains, Rouen, 1996.
- René Quinon : l'écriture & le silence, Éditions le flâneur des deux rives, Juvinas, 1997
- Postface à La disparition Fellini de Jacques Kober, Rafael de Surtis Éditeur, La Touche, 1998.
- Eugène Leroy ou les apparitions, Patin et Coufin, Marseille, 1998
- La didactique du français dans l'enseignement supérieur : Bricolage ou rénovation?, coll. Sémantiques, L'Harmattan, Paris, 1998.
- Josef Ciesla : les portes du silence ou le chant des signes, coll. les Sept Collines, Jean Pierre Huguet Éditeur, St. Julien Molin Molette, 1999.
- Hypothèse du tableau comme clandestinité - propositions pour Gérard Gasiorowski, Éditions Patin et Couffin, Marseille, 1999.
- Jacques Simonomis, en collaboration avec Jean Rousselot, Éditions de La Lucarne Ovale, Paris, 1999.
- Evelyn Gerbaud, Éditions Passage d’Encres, Romainville, 1999.
- Visages - l’œuvre de Charlette Morel Sauphar, Éditions Passage d’Encres, Romainville, 1999.
- Filigranes-Passages, Catalogue de la plasticienne Charlette Morel Sauphar, Macon, 2000.
- Les oubliés magnifiques, Éditions Librairie Bleue, Troyes, 2000.
- Samuel Beckett : l’Imaginaire paradoxal ou la création absolue, Paris, Minard, 2001.
- Nécessaire défaut de la réalité ou la lettre d’amour qui ne s’écrit pas, in «De tous les jours, photographies de J-Claude Bélégou», Éditions Photographies & Co, Sausseuzemare, 2001.
- Suites, séries, variations. Catalogue du peintre Joel Leick, in «Suites et Séries», Éditions L’Harmattan et Tour Carrée, Paris, 2001.
- Beckett et la poésie : la disparition des images, Éditions le Manuscrit, 2001.
- Drawing by Embers ou la poétique du silence & Du Paradis in «Du Vide au Silence : La Poésie», Éditions Vermillon, Ottawa (Canada), 2002.
- Théo Crassas : Songs for Distingué Lovers, Éditions Encres Vives, Colomier, 2002.
- Catalogue de Véronique Sablery pour l'installation "L'Apparition", Salle Royale, Église de la Madeleine, Paris (Avril, mai juin 2003).
- Thierry Tillier : Lieux et dérives du corps, Éditions de l’Heure, Charleroi, 2003.
- Un monde toujours nouveau, CD-Rom des œuvres de Charlette Morel-Sauphar, réalisé par Ch. Baudrion, CRDP de Bourgogne & CDDP de Saône et Loire, 2003, Dijon.
- Catalogue de l’exposition Jean Gaudaire-Thor, Bridgette Mayer gallery, 209 Walnut street, Philadelphie, USA. (sous pseudonyme).
- Hommage à Blanchot, collection Signes, Éditions Aleph, Malissart, 2003.
- Marcel Rist, l’étreinte ou l’épreuve des traces, Éditions Anonyme, Auvers Saint Georges, 2004.
- Le chant des mots et la forêt des signes Préface de «Livres à l’envi - livres d’artistes et affiches de J-M Scanreigh» de Jean Paul Laroche, Éditions Mémoire Active, 2004, Lyon.
- Catalogue Michel Butor et les peintres, Musée Faure, Aix Les Bains, février-mars 2005.
- François Bidault : le surface impossible ou le tableau qui pense in «Jeux de surface», coll. Écriture et Représentation, LLS, Éditions Université de Savoie, 2006.
- Marie Morel, Éditions anonyme, Chambéry, 2006.
- Ankh : sculptures et gravures, Chapelle de la Visitation, Thonon les Bains, 8 septembre - 21 octobre.
- Franchir la frontière ou la poésie comme manuel de félixité et Théâtre de la poésie, poésie de la langue, in «Constantin Frosin, francophile roumain» sous la direction de Laurent Fels, coll. Essais/recherche, Éditions Poiêtês, Orthez, 2008.
- Cool Memories", catalogue de l'Exposition de Véronique Sablery, «Tentation du visible», Abbaye Saint martin de Mondaye, juin-juillet 2008.
- Une traversée du siècle : arts, littérature, philosophie : hommages à Jean Burgos, avec Barbara Meazzi et J-Pol Madou, Presse de l'Université de Savoie, Chambéry, 2008
- Martine Quès : Petits bassins d'eau salée, Photographies, Ateliers des Arts Mêlés, Gargas, 2008
- Martine Quès : Photographier les rochers, Ateliers des Arts Mêlés, Gargas, 2008
- Il y a du froissé dans l'air, n° froissé, catalogue pour l'exposition de Vincent Rougier à L'Apostrophe - Théâtre des Louvrais Pontoise, Éditions Atelier Vivent Rougier, Soligny la Trappe, 2009.
- La cécité n'a pas gelé mon corps il l'était avant, in «Au nom de la fragilité, des mots d'écrivains» sous la direction de Charles Gardou, Éditions Erès, Paris. 2009.
- Jouve, la vision de la femme, in «Jouve poète européen», Cahiers P-J Jouve, no 1, Éditions Calliopée, 2009.
- Loques et interloques : la vie dans les plis in «La surface : accidents et altérations», coll. Écriture et Représentation, LLS, Éditions Université de Savoie, 2010.
- Mylène et Pierre in catalogue «Pierre Leloup - Mylène Besson, Face à Face», Musée Faure, Aix les Bains. Publication de la société d'art et d'histoire d'Aix les Bains, no 62, janvier 2011..
- Voies de passage et Petit dialogue intempestif in catalogue « Courto, fragments tatouant », Éditions Musées de la ville de Chambéry, 2011.
- Miroir du déserteur, littérature, psychanalyse, miroir de l'autre in «Polars En quête de… l'Autre», collectif sous la direction de P-L Savouret, coll. "Écriture et représentation", Éditions LLLS, Université de Savoie, 2011.
- Eugène Leroy ou les Apparitions, nouvelle version, 2011, Almagra Éditions, Nantes, 2011.
- Nicole Valentin et la chair-voyance, catalogue de l'exposition "Autour du feu" de Nicole Valentin, espace Autour du feu, 24 rue Durantin, Paris 18e, juin 2011.

### Ouvrages
- "Si j'étais moi", dans la revue d'art TROU no. XX, 2009
- La Mariée était en rouge, Éditions du Cygne, Le Chant du cygne, 2009.
- La Jeune Femme qui descend l'escalier, Éditions du Cygne, Le Chant du cygne, 2008.
- À perte de vue : Manhattan Transfert, L'Âne qui butine (Belgique), 2007.
- Les Impudiques : cratères littéraires, Éditions du Cygne, Le Chant du cygne, 2007.
- Le Voyage, avec une intervention originale de Alain Quercia, Jean-Pierre Huguet éditeur, 2007.
- L'Homme et l'espace, Atelier Andelu, 2007.
- Porc épique, Éditions du Petit Véhicule, 2006.
- Les Blés d'or, aquarelles de Nicole Pessin, Marc Pessin, 2006.
- Donner ainsi l'espace, La Sétérée, 2005.
- Thierry Tillier : lieux et dérives du corps, Éditions de l'Heure, 2003.
- Dons de Mélancolie - à l'épreuve du temps, avec des photographies de Georgette Glodek, Dumerchez, 2003.
- Chants de déclin et de l'abandon, Éditions Pierron, 2003.
- Samuel Beckett : l'Imaginaire paradoxal ou la création absolue, Minard, 2001.
- Le Silence de l'Ile, peint par Tony Soulier, Éric Coisel, 2001.
- Beckett et la poésie : la disparition des images, Éditions Le Manuscrit, 2001.
- Évelyn Gerbaud, Éditions Passage d'Encres, 1999.
- Trois Faces du nom, L'Harmattan, 1999.
- Le Cycle des vanités, Éditions Pierron, 1999.
- Josef Ciesla : les portes du silence ou le chant des signes, Jean-Pierre Huguet éditeur, Les Sept Collines, 1999.
- Hypothèse du tableau comme clandestinité - propositions pour Gérard Gasiorowski, Éditions Patin et Couffin, 1999.
- L'Araignée de feu, Éditions du Noroît (Canada), 1998.
- Généalogie vénitienne, Rafael de Surtis, 1998.
- Eugène Leroy ou les apparitions, Éditions Patin et Couffin, 1998.
- Drawing by embers, La Main courante, 1998.
- Arachnéenne, Éditions de L'Agly, 1998.
- Ibériques, Éditinter, 1996.
- Burroughs : le fil(s) perdu, de l'autobiographie à la scriptographie, Éditions Derrière la salle de bains, 1996.
- Le Jour où j'ai tué papa, Virgin-Calmann-Lévy, 1995.
- L'œil du cyclope (en collaboration avec Marc Pessin), La Main courante, 1995.
- Jean-Luc Favre : la scène primitive et l'obstination compulsive, SGE (Suisse), 1995.
- Ici en l'obscur, Ecbolade, 1993.
- L'Effacement, L'Arbre à paroles (Belgique), 1992.
- La Main, le désert, Vague verte, 1991.
- Elle, Écrite, Hautécriture, 1990.
- La Pop music, Éditions Bibliothèque de Travail, 1978.
- Corps de pierre, Le Pont de l'Épée, 1976.